# NGC 7198
NGC 7198 is een lensvormig sterrenstelsel in het sterrenbeeld Waterman. Het hemelobject werd op 31 juli 1864 ontdekt door de Duitse astronoom Albert Marth.

## 34 en 32 Aquarii
Het stelsel NGC 7198 bevindt zich, vanaf de aarde gezien, schijnbaar halfweg tussen de sterren 34 en 32 Aquarii. 34 Aquarii (Alpha Aquarii) is ook bekend als Sadalmelik, en kan, samen met 32 Aquarii, voor amateurastronomen handig zijn om als gidssterren te fungeren tijdens de zoektocht naar het stelsel NGC 7198.

## Synoniemen
- MCG 0-56-8
- ZWG 377.23
- NPM1G -00.0573
- PGC 68006